# Карл Франц Антон фон Шрайберс
Карл Франц Анто́н фон Шра́йберс (нім. Karl Franz Anton von Schreibers; 15 серпня 1775, Пресбург, Габсбурзька монархія — 21 травня 1852, Відень, Австрійська імперія) — австрійський зоолог.

## Життєпис
Карл фон Шрайберс приїхав до Відня у віці 9 років, навчався від 1784 року при Левенбурзькому монастирі, а від 1793 року почав вивчати медицину. До 1795 року він працював асистентом френолога Франца Йозефа Галля. Після здобуття наукового ступеня кандидата наук 1798 року Шрайберс працював лікарем у свого дядька й об'їхав 1799 року кілька європейських держав. 1801 року він став асистентом професора природознавства в університеті Відня Петера Йордана, чиї лекції він доповнював від 1802 до 1807 року. Одночасно він вів медичну практику.
Шрайберс почав рано займатися ботанікою, мінералогією, а також зоологією і налагодив контакти в цій галузі з європейськими вченими. За їх ініціативою він займався маловідомими протеями. 1806 року його призначено директором імператорського Кабінету природознавства, колекцію якого він суттєво розширив. 1809 року він брав активну участь в евакуації колекції для захисту від наполеонівських військ. 1817 року князь Меттерніх доручив Шрайберсу керувати науковою експедицією до Бразилії. Шрайберс став урешті-решт також засновником побудованого згідно з науковою думкою Музею природознавства у Відні. 1812 року він став позаштатним членом Баварської академії наук.
Шрайберс описав метеорит, названий на його честь шрейберзитом.